# Gastronomía de Dinamarca

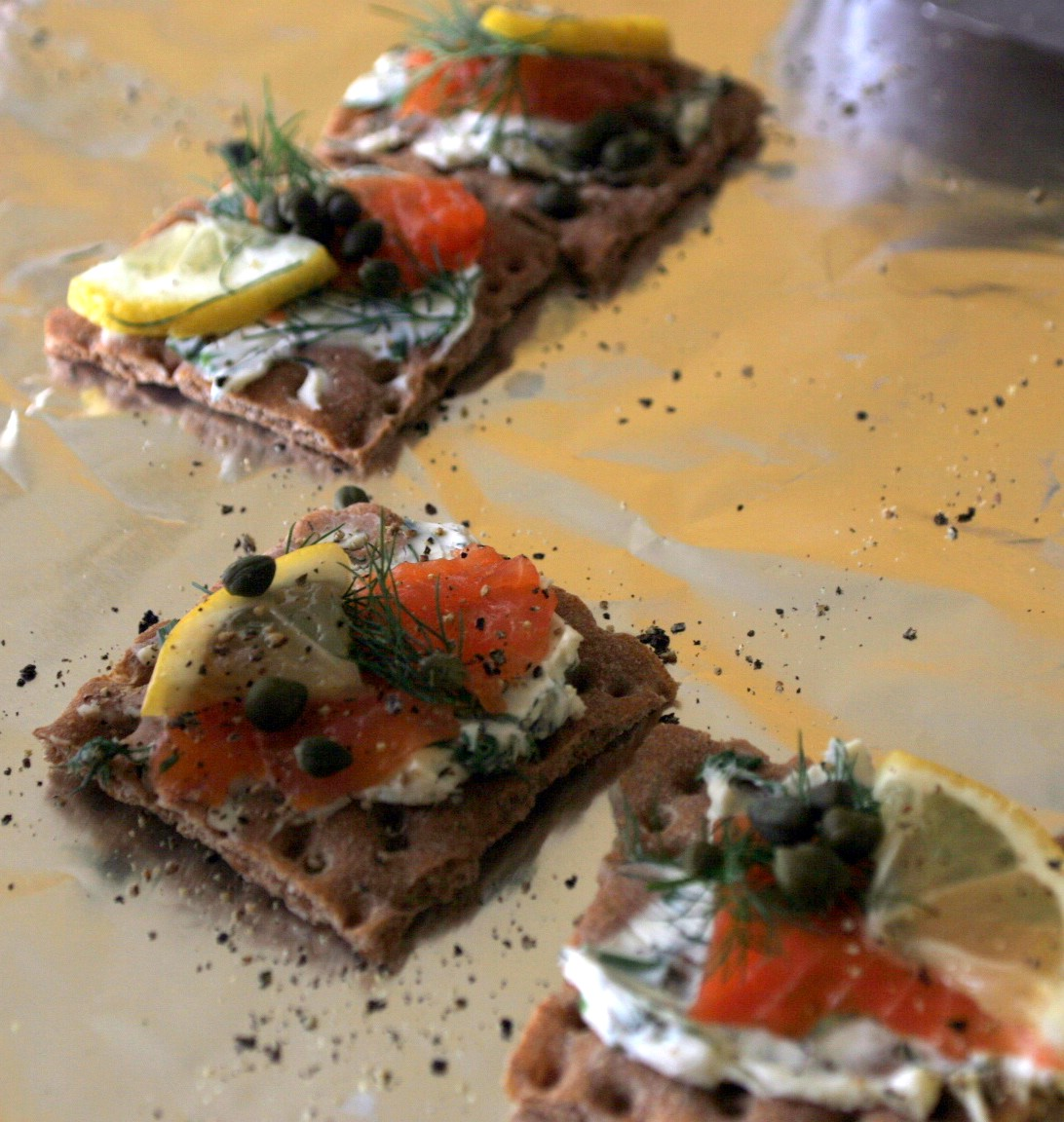
Gravlax en pan crujiente, decorado con pimienta negra y rodajas de limón.

La gastronomía de Dinamarca ha sido tradicional y fuertemente influida por la cocina francesa, ya que el idioma y la cultura francesa ha tenido una influencia profunda en la casa real danesa y la clase alta. 
También es influida por otros países europeos como Italia. La cocina antigua del campo es similar a la de otros países escandinavos (cocina sueca y cocina noruega) y Alemania.
Las características generales asociadas a sus platos, es que consisten principalmente en pescados, mariscos, carne y una variedad de raíces comestibles, verduras y hierbas. Esta costumbre tiene sus orígenes en el pasado agrícola del país, así como la influencia geográfica. Las tradiciones gastronómicas varían mucho entre islas y regiones del país.
Las características generales asociadas a los platos tradicionales del campo, es que son pesados y ricos en grasas, consistiendo principalmente en carbohidratos, carne, pescados y patatas.
El restaurante danés Noma, situado en Copenhague, se hizo famoso a nivel internacional cuando ganó el título como el mejor restaurante del mundo en 2010 y 2011. Además ha ganado 2 estrellas en la Guía Michelin en 2008 y 2009. El nombre Noma es formado por la frase del danés nordisk mad que significa "comida nórdica" y el menú consiste en comida hecha por los ingredientes locales. Representa la cocina danesa moderna con ingredientes tradicionales.

## Ingredientes

### Verduras
Antes de la industrialización de Dinamarca (ca. 1860), la economía estaba basada en las actividades agricultoras que abarcaban la mayoría de la sociedad. Como en la mayoría de las sociedades agrarias, la gente vivió prácticamente autosuficiente, y se conformó con alimentos que podían producirse de forma autónoma. La agricultura todavía desempeña hoy un papel importante en la economía de Dinamarca, siendo también los productos agrícolas daneses preferidos internacionalmente, aunque los productos de Alemania, de los Países Bajos y del resto de Europa, están ganando cuotas de mercado cada vez más grandes en los supermercados daneses.
La patata se considera el ingrediente más usual en la cocina danesa y existen un sinfín de maneras de prepararla. También cabe destacar las diferentes raíces comestibles y coles como la col rizada o el repollo. Diferentes cebollas, hierbas y especias. Una variedad de frutas se utiliza también como ingrediente en los platos tradicionales, como por ejemplo manzanas, ciruelas, ruibarbo y diferentes tipos de bayas.

### Pescados y mariscos
Al ser una nación con múltiples islas y salidas al mar y con 7000 kilómetros de litoral, Dinamarca es tradicionalmente una nación de pescadores y el mayor exportador de pescado en la Unión Europea. Uno de los pescados más habituales en la gastronomía danesa es el arenque. Existen innumerables formas de preparar los pescados: a la parrilla, asados, especiados, a la salsa, ahumados, marinados, en salmueras, etc. Se come el pescado y sus productos derivados. Otros pescados populares son el bacalao, platija, atún, salmón y caballa.

### Carnes
En el terreno de las carnes, la carne de cerdo es la más habitual. Se suele preparar de diferentes formas, siendo lo más usual que se acompañe de patatas, verduras y frutas. Para Navidad se come flæskesteg (cerdo asado) relleno de ciruelas y manzanas e hierbas. La carne de vaca y la carne de ternera así como la carne de cordero a la parrilla son otras carnes que se consume. Para Pascua se come Påskelam (cordero pascual) que se prepara en la parrilla con especias. Entre los productos cárnicos se encuentra la salchicha (pølser en plural), muy habitual en los puestos callejeros y que tiene características peculiares y en las carnicerías locales y supermercados además se encuentra el salchichón.
Las aves de corral (aparte del pollo que es una comida muy común) se consideran frecuentemente como un ingrediente de los platos conmemorativos o festivos. Se come pato, oca y ganso. Es muy típico en Navidad en el que se prepara pato o ganso relleno de ciruelas y manzanas.

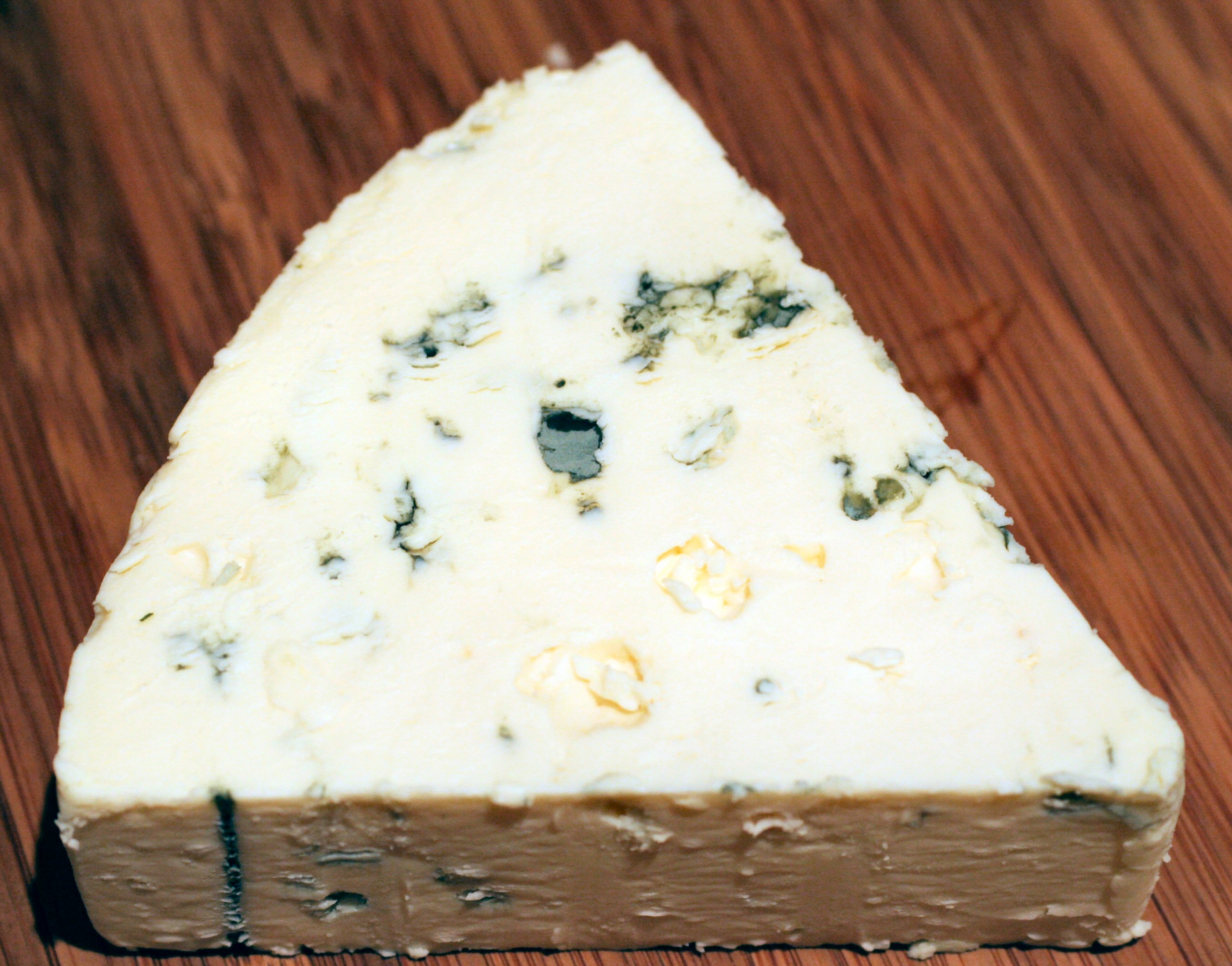
Queso Danablu.

### Quesos
Dinamarca es famosa a nivel internacional por sus quesos de alta calidad y más del 60% de los quesos daneses son exportados. 
El queso en Dinamarca puede ser parte del desayuno, el almuerzo, ensaladas y también es servido como postre con uvas, galletas y vino.
- Danablu (IGP)
- Esrom (IGP)
- Castello Blue (IGP)
- Danbo (IGP)
- Havarti (IGP)
- Mycella
- Feta (hecho con leche de cabra y/o vaca)
- Requesón ahumado (especialidad de la isla Fyn o Fionia)(IGP)

## Platos
En Dinamarca la cena es la comida principal del día.

### Platos tradicionales

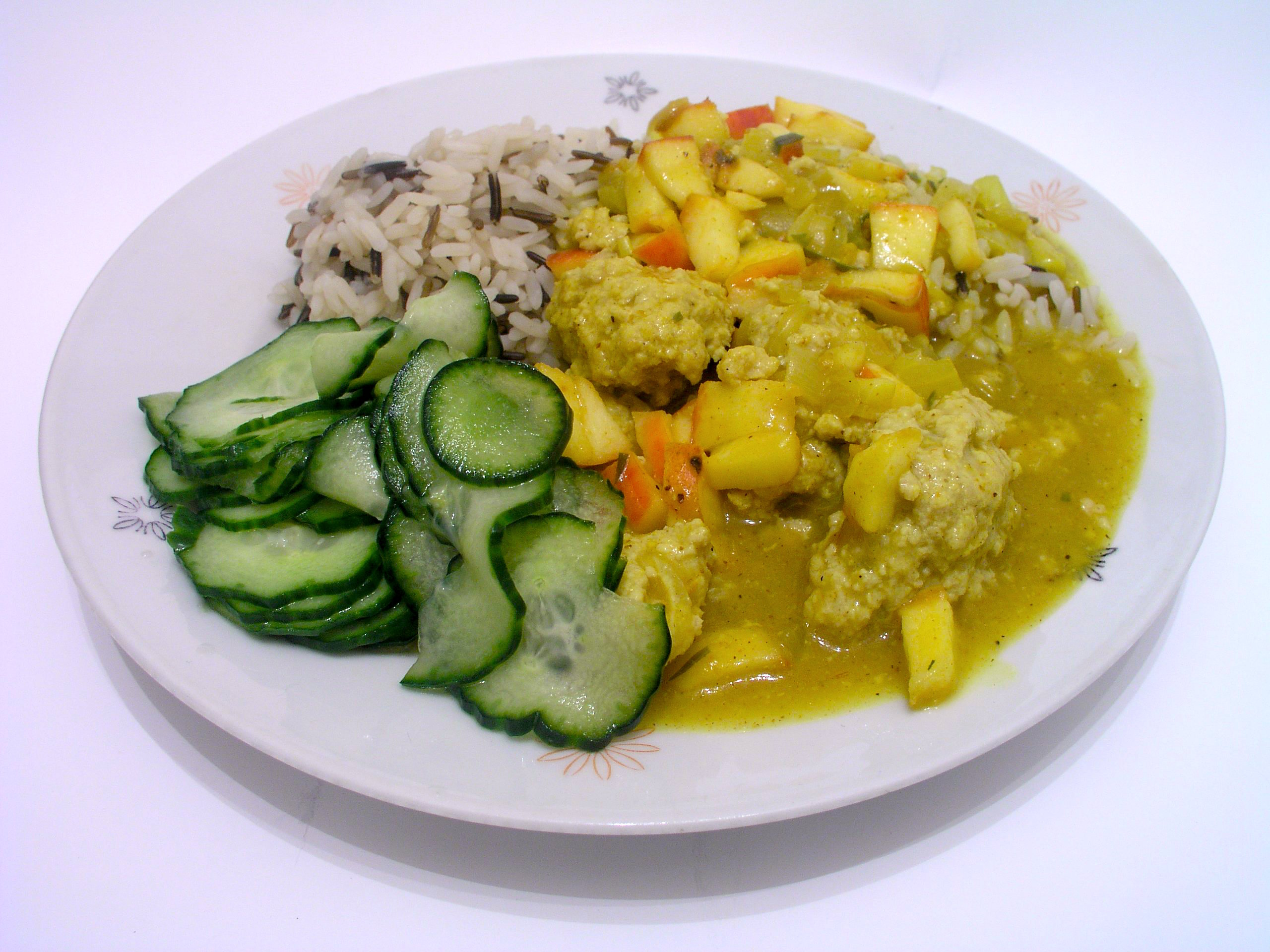
Albóndigas en curry con manzana

- Frikadeller, albóndigas de carne de cerdo y carne de ternera mezclado con leche, harina, huevos, cebolla y especias.
- Hakkebøf med løg, bistec de carne picada con cebollas tiernas caramelizadas servido con patatas.
- Gammeldags kylling, pollo a la antigua con ensalada de pepinos, compota de ruibarbo, patatas y salsa.
- Boller i karry, albóndigas en curry con manzana, cebolla y apio servido con arroz.
- Æbleflæsk, cerdo con manzana
- Stegt flæsk med persillesovs, cerdo frito servido con salsa de perejil y patatas.
- Stegt sild, arenque frito
- Gravlax o Graved Laks, es un aperitivo que consiste en finas rodajas de salmón curadas en sal, azúcar y eneldo servido sobre pan crujiente, decorado con pimienta negra y limón.
- Medisterpølse, longaniza frita
- Gule ærter (traducido guisantes amarillos), sopa preparada de guisantes secos cocidas con espaldilla de cerdo, puerro y zanahoria con tomillo y vinagre.
- Påskelam (cordero de Pascua), cordero que se prepara a la parrilla con especias.
- Pato relleno de manzana, ciruelas secas, tomillo y romero (se come para la Noche de San Martín (10 de noviembre) y para Navidad).
- Flæskesteg, cerdo asado con corteza con hojas de laurel (comida navideña)
- Rødkål, Lombarda con grasa de ganzo, azúcar, vinagre, manzana, cebolla, vino tinto e hierbas aromáticas como clavos, hojas de laurel, canela, tomillo y pimienta de Jamaica (comida navideña).
- Kartoffelsuppe, sopa de patata y puerro.
- Kartoffelkage, tortilla de patatas.
- Flødekartofler, patatas en crema.
- Brune kartofler, patatas doradas con azúcar y mantequilla (comida navideña)

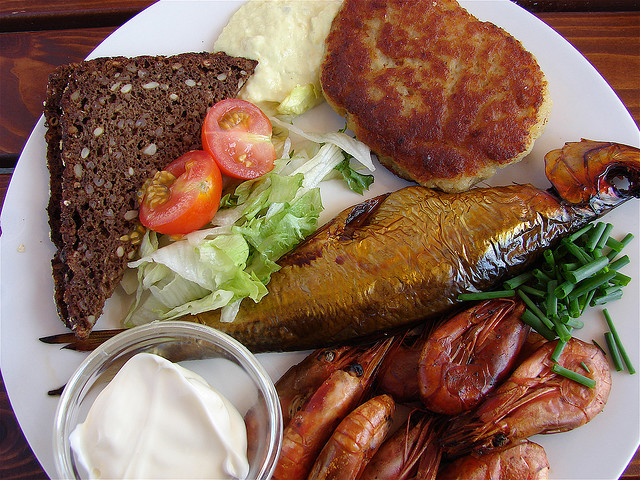
Plato de almuerzo de la isla Bornholm. Albóndigas de pescado, caballa ahumada y camarones con pan negro.

### Buffet ysmørrebrød
Es muy habitual comer algún buffet frío (koldt bord) para el almuerzo compuesto generalmente de smørrebrød que son rebanadas de rugbrød o pan de centeno (pan negro) untadas con una variedad amplia de chacinas y ensaladillas. Entre los ingredientes más famosos están los frikadeller (albóndigas con huevo), fiskefrikadeller (albóndigas de pescado), sild (arenque), karrysild (arenque en salsa de curry) y leverpostej (pasta de hígado parecido al foie gras).

### Postres tradicionales
- Tarta de fresas
- Pastel de manzana
- Rødgrød, compota de frutas rojas.
- Ensalada de frutas con natillas.

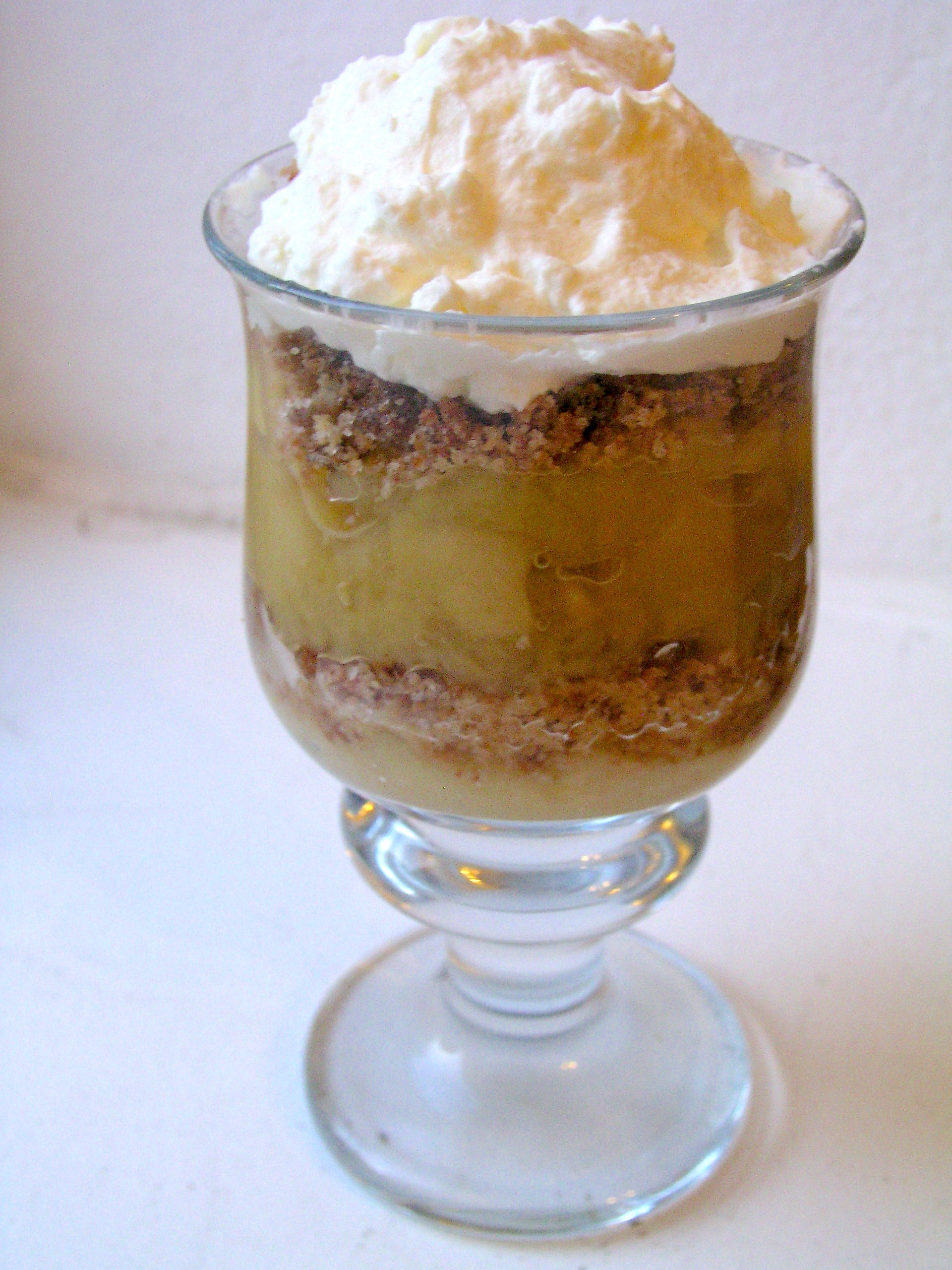
Pastel de manzana (frío).

- Jordbær med fløde, fresas con nata. Servidas en el verano.
- Koldskål, una bebida o sopa fría dulce con sabor a vainilla y limón. Servido típicamente en el verano.
- Æbleskiver,(en danés, rodajas de manzana) son frutas de sartén tradicionales danesas que se come en el mes de diciembre.
- Ris á la mande, se hace mezclando arroz con nata montada, vainilla y almendra picada, y suele tomarse frío con una salsa de cereza. Servido típicamente en Navidad con una almendra entera oculta al igual que el roscón de reyes).

### Wienerbrød
Wienerbrød (literalmente, "pan de Viena") es una denominación aplicada generalmente a un pastel dulce, tradicionalmente de origen danés y que ha sido comercializado a nivel internacional. Los ingredientes incluyen harina, levadura, leche, huevos, y cantidades generosas de mantequilla (a veces se añade cardamomo a la pasta). Suele encontrarse en una especie de pasta enrollada en infinidad de capas en su interior. Los pasteles daneses se consumen generalmente cubiertos de chocolate o mazapán, azúcar. Las formas suelen ser muy diversas y suelen ser circulares, en forma de ocho, espirales (conocidas como caracoles), o con forma de pretzel. En Dinamarca se suelen consumir generalmente los domingos por la mañana, así como para celebrar ocasiones especiales. Acompañados siempre con café.

### Bebidas
- Carlsberg y Tuborg son dos marcas de cerveza de origen danés de fama internacional.
- Cherry Heering es un licor de cerezas de origen danés que se acompaña con postres.
- Snaps o Akvavit es una bebida destilada hecho por vodka aromatizada con hierbas y bayas que se acompaña con arenque. El más famoso es el Aalborg.
- Gløgg, una bebida alcohólica navideña que se compone principalmente de vino tinto caliente con especias como clavos, canela, cardamomo, pasas y almendras picadas.